# Československé opevnění během studené války

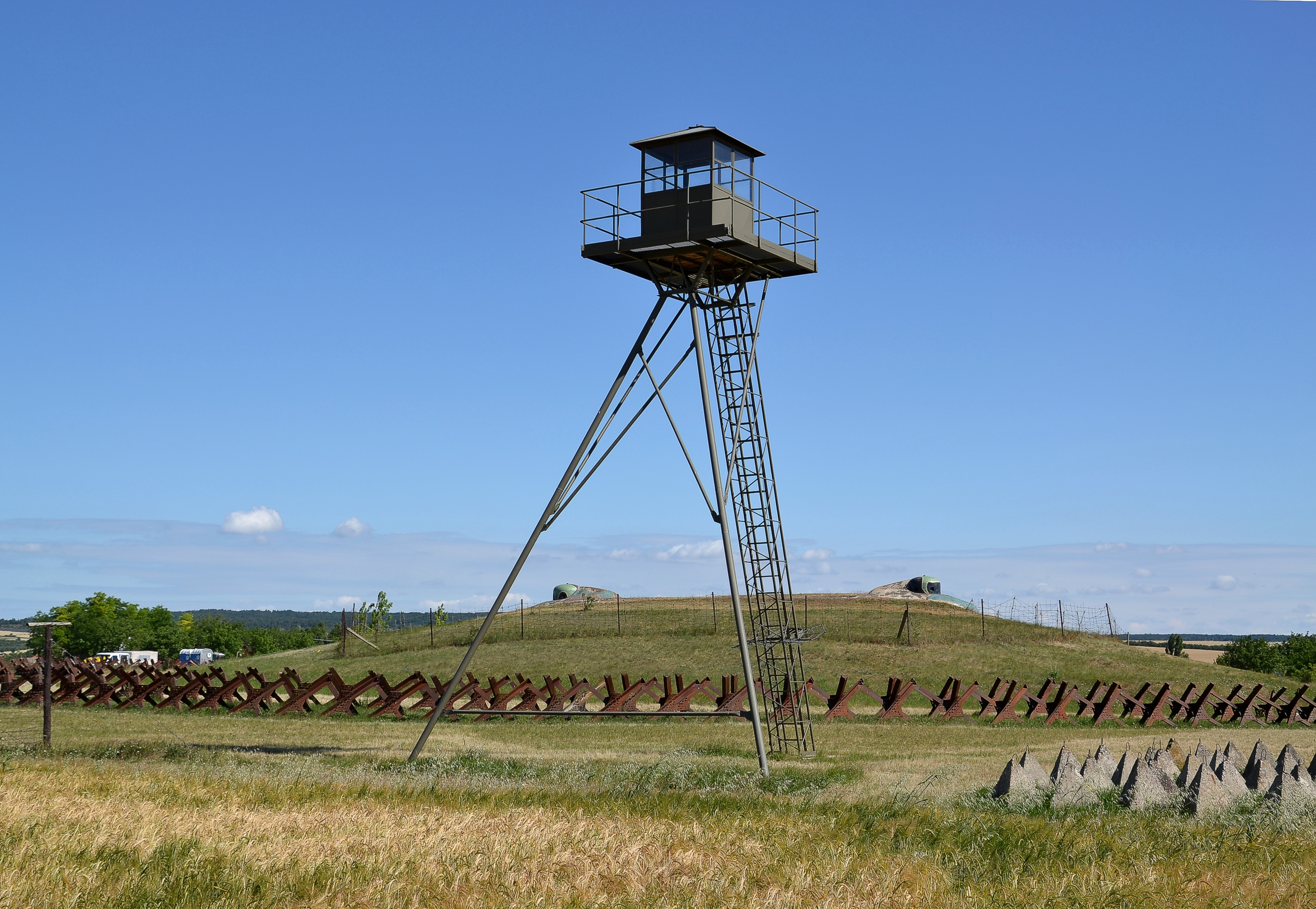
Pěchotní srub MJ-S 3 „Zahrada“ v Šatově s hlídkovou věží Pohraniční stráže

Československé pohraniční opevnění během studené války bylo realizováno na státních hranicích Československa se Západním Německem a Rakouskem. Bylo tvořeno jednak reaktivovanými, opravenými a upravenými železobetonovými bunkry, které byly v těchto úsecích postaveny před druhou světovou válkou proti nacistickému Německu, a jednak pevnůstkami nově stavěnými v letech 1950–1964. Účelem opevnění byla nejprve obrana proti předpokládaným revanšistickým výbojům Německa, později proti případnému útoku vojsk NATO. Systém opevnění měl umožnit obranu jak v podmínkách konvenční války, tak i pro případ jaderného konfliktu.

## Reaktivace předválečného opevnění

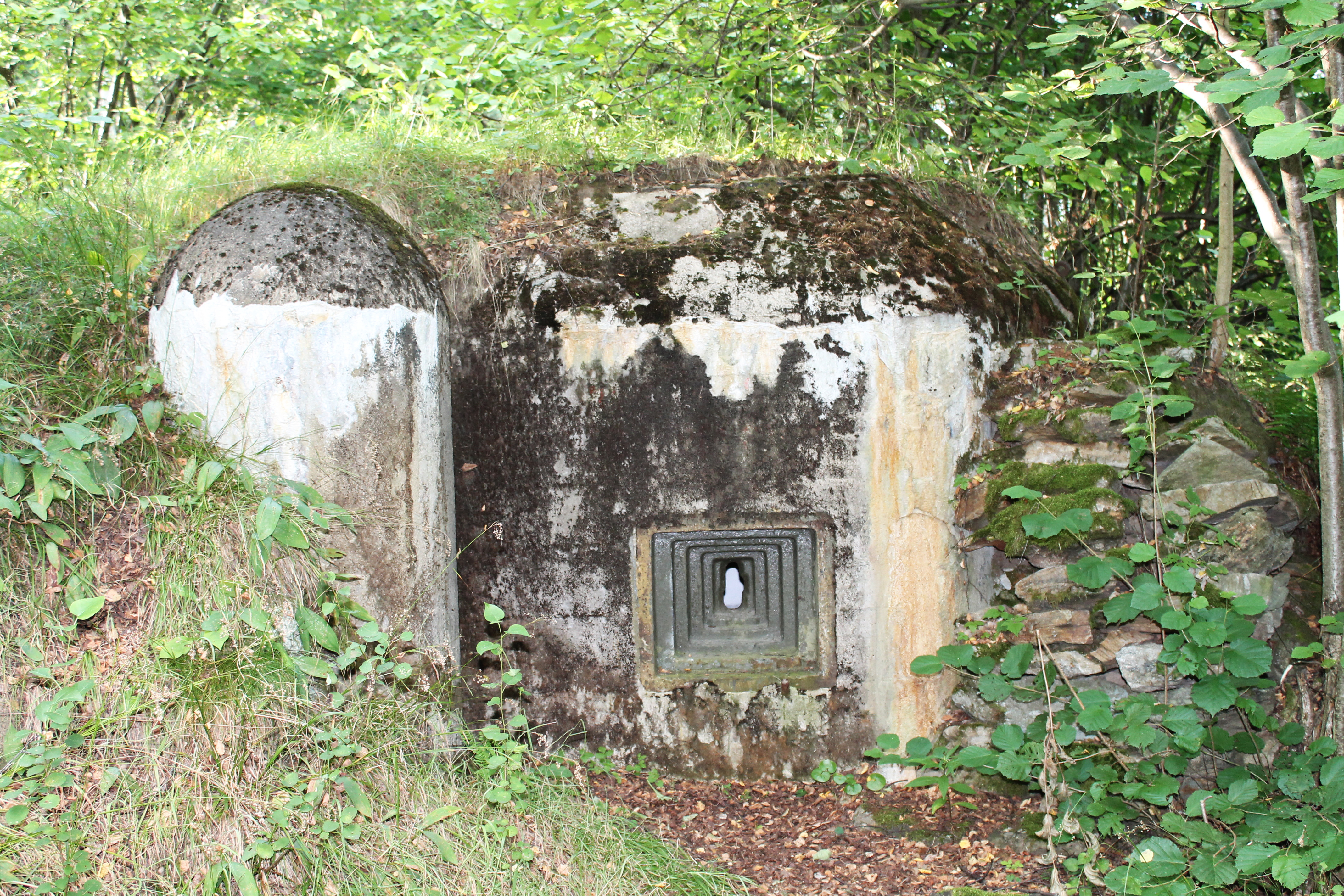
Lehký objekt vz. 37 s protiatomovou ochranou poblíž Kašperských Hor

Páteří obrany zpočátku zůstával systém předválečného lehkého opevnění podél hranice s Německem (nyní výrazně zkrácené) a Rakouskem. Reaktivace lehkého opevnění vz. 37 (řopíků) (a v menší míře také LO vz. 36) v úseku Manětín–Bratislava probíhala v letech 1946–1953. Objekty, které nebyly před Mnichovskou dohodou zcela dokončeny (např. nebyly instalovány pancéřové prvky) nebo byly během okupace jen lehce poškozeny (demontáží pancéřových prvků, cvičnou střelbou německé armády atp.), byly upraveny, přičemž byly využity jak náhradní součásti z armádních skladů (značná část jich přečkala válku na území Slovenska), tak i kanibalizací pancéřových prvků z jiných úseků, které nebyly v nové mezinárodní situaci přímo ohroženy. 

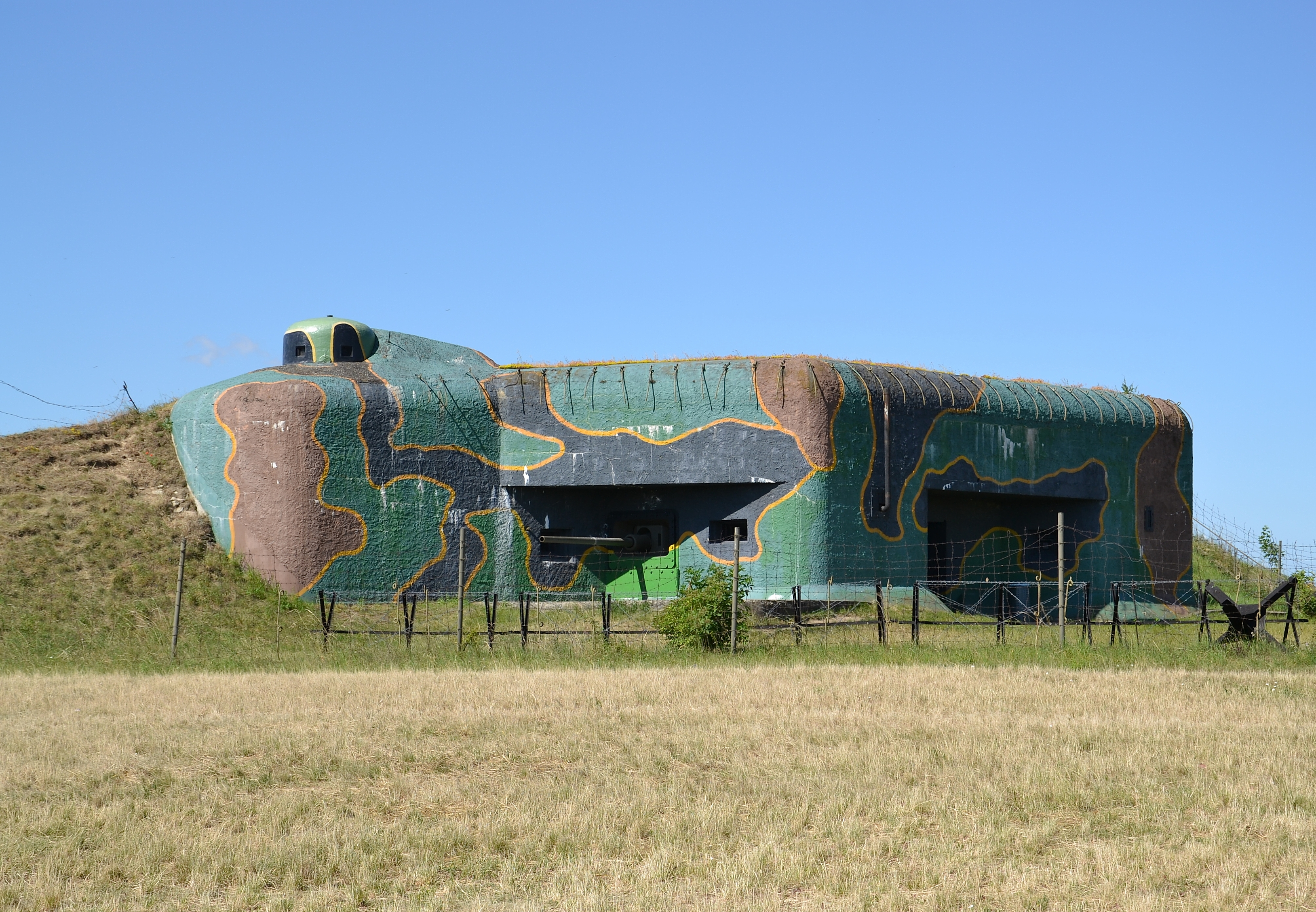
Pěchotní srub MJ-S 3 „Zahrada“ využívaný československou a českou armádou v letech 1949–1999

Od roku 1959 byla použitelnost řopíků v boji zvýšena nahrazením stávající lafetace univerzální lafetou UL-1, která sloužila k upevnění většiny kulometů užívaných československou pěchotou – vz. 43 Gorjunov, lehkého kulometu vz. 52/57 a univerzálního kulometu vz. 59. Část objektů také byla v období zvýšeného mezinárodního napětí (Berlínská krize, Karibská krize) v letech 1958–1962 dále upravena proti účinkům jaderných zbraní (tzv. PAO – protiatomová ochrana). Ta spočívala především v pasivní ochraně proti tlakové a tepelné vlně. Týlové strany a většina kolmých stěn řopíků byly zasypány zeminou do úrovně stropu a do objektu se nyní vstupovalo svislou šachtou a krátkou chodbičkou z betonových prefabrikátů. Odhalené zůstaly pouze střílny, které bylo možné zakrýt oplechovaným dřevěným poklopem (stejně tak i vchodovou šachtu). 

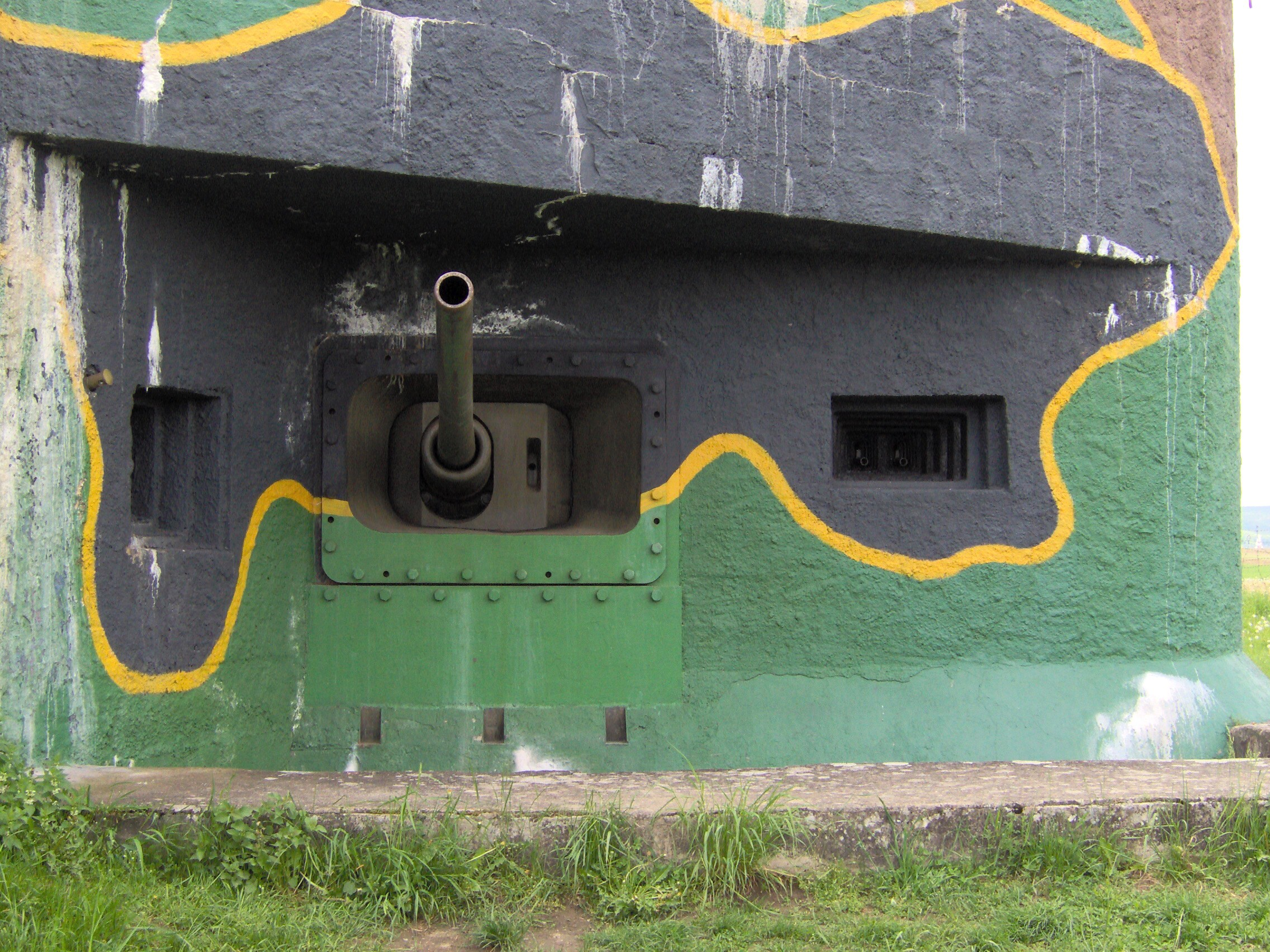
Protitankový kanón ráže 85 mm ve srubu MJ-S 3

Reaktivováno bylo také šest stavebně dokončených pěchotních srubů, které byly před druhou světovou válkou realizovány na jižní Moravě, a předválečné opevnění v Bratislavě-Petržalce. V jejich případě bylo rezignováno na zvláštní PAO úpravu. Hlavní vylepšení spočívalo v nové a účinnější vzduchotechnice a nahrazení předválečných 4cm kanónů mnohem účinnějším, avšak vzhledem k rozměrům objektů předimenzovaným protitankovým kanónem ráže 85 mm.
Kromě úprav existujících objektů existovaly ve druhé polovině 40. let a na začátku 50. let plány a návrhy na stavbu nově vyprojektovaných lehkých i těžkých železobetonových objektů nové typologie, k čemuž ale nedošlo.
Pro obsazení stálého opevnění byla v letech 1952–1955 určena 8. pevnostní brigáda v Rajhradě. Po jejím zrušení připadla povinnost obsadit lehké objekty v případě války běžným jednotkám motorizované pěchoty. Pouze pro reaktivované objekty těžkého opevnění, které měly kromě pěchotní výzbroje také kanóny, byla vyčleněna „rota osádek těžkého opevnění“, která sídlila střídavě ve Znojmě nebo v Mikulově. Rota byla zrušena v roce 1999, kdy také došlo k odzbrojení těžkých objektů. Zbytek jejich vybavení byl následně rozkraden, protože armáda odmítala návrhy na zřízení muzeí a opuštěné objekty zůstaly několik let bez dozoru.

## Výstavba nových objektů
V roce 1950 bylo na ministerstvu obrany rozhodnuto o zrušení plánované stavby nových objektů stálého opevnění. Resort se přiklonil k tzv. sovětské koncepci opevnění, kdy bylo na hranicích se Západním Německem a Rakouskem realizováno polní opevnění (zákopy, dřevozemní kulometná stanoviště, palebná postavení dělostřelectva, úkryty; zejména v první polovině 50. let) a zesílené polní opevnění (zděné a kamenobetonové palebné kulometné objekty v letech 1952–1954). Na začátku 50. let byly také vyvinuty nové objekty sestavené ze železobetonových prefabrikátů, které armáda realizovala ve velkých počtech mezi lety 1953–1964. Šlo o kulometné objekty KŽ-1 a KŽ-2, protitankové objekty KŽ-3 (osazený věží středního tanku T-34/85) a KŽ-4, různé typy pozorovatelen (27/S, PŽ-1, PŽ-2) a úkrytů (25/S, ÚŽ-1 až ÚŽ-7; kromě železobetonových byly vyvinuty i úkryty ÚO-1 až ÚO-3 z vlnitého plechu a ÚT-1 a ÚT-2 z textilních tkanin), které vojákům poskytovaly kolektivní ochranu proti působení zbraní hromadného ničení, včetně radioaktivního záření (snížení pronikavé radiace až tisíckrát), přímému zásahu všech druhů min a granátů až do ráže 105 mm či výbuchu granátu z houfnice ráže 155 mm ve vzdálenosti 1,5 m od objektu.
S výjimkou KŽ-3 a teprve vyvíjeného ÚŽ-7 byly postaveny stovky objektů od každého typu. Budování zajišťovaly v míru ve většině případů ženijní brigády prostřednictvím svých ženijních opevňovacích praporů. Tyto objekty nebyly ve srovnání s předválečnými objekty stálého opevnění tak odolné vůči vlivům přírody a stejně tak byla nižší i jejich odolnost v případě přímého zásahu. Jejich výhodami však byly levnější konstrukce, rychlost výstavby, snadnější zamaskování a s tím spojené dokonalejší utajení před nepřítelem. Další výhodou poválečného opevnění bylo členění do mnohem větší hloubky. Nové objekty byly budovány jak za, tak i před linií reaktivovaných předválečných objektů, na mnoha místech dokonce i před zařízením železné opony. Zejména u kulometných objektů se počítalo s jejich využíváním i jednotkami Pohraniční stráže.